# Zygaena minos
Zygaena minos is een dagactieve nachtvlinder uit de familie Zygaenidae (bloeddrupjes). De spanwijdte bedraagt tussen de 33 en 37 millimeter.
Waardplanten van de rups zijn kleine bevernel en kruisdistelsoorten. De vlinder komt voor in een groot deel van Europa, maar niet in de Benelux.